# Capitol Punishment: The Megadeth Years
Capitol Punishment: The Megadeth Years è una raccolta di brani della thrash metal band statunitense Megadeth.
La raccolta contiene un inedito (Kill The King), un brano di anteprima del disco successivo (Dread and the Fugitive Mind) e un remix come ghost track (intitolato Capitol Punishment).

## Tracce
1. Kill The King – 3:43
2. Dread & The Fugitive Mind – 4:23
3. Crush 'Em – 4:59
4. Use The Man – 4:35
5. Almost Honest – 4:02
6. Trust – 5:11
7. A Tout Le Monde – 4:27
8. Train Of Consequences – 3:26
9. Sweating Bullets – 5:03
10. Symphony of Destruction – 4:02
11. Hangar 18 – 5:14
12. Holy Wars... The Punishment Due – 6:36
13. In My Darkest Hour – 6:16
14. Peace Sells – 4:04

## Formazione
- Dave Mustaine - chitarra e voce
- David Ellefson - basso elettrico
- Al Pitrelli - chitarra
- Jimmy DeGrasso - batteria